# Fatéma Hal
Fatéma Hal, (Uchda, 5 de febrero de 1952) es una chef marroquí.

## Biografía
Nació en 1952, en Uchda, una ciudad marroquí en la frontera con Argelia y fue criada por su madre. En 1970 con 18 años dejó su país natal para emigrar a Francia y casarse con un primo lejano, elegido por su familia. Se instalaron en los suburbios parisinos, en Garges-lès-Gonesse, en el Val-d'Oise, en una unidad habitacional. Tuvo tres hijos, pero decidió utilizar la equivalencia de su bachillerato y reanudar los estudios. Comenzó a estudiar literatura árabe en la Universidad de Vincennes (Universidad París-VIII). Más tarde continuó sus estudios en la École Pratique des Hautes Etudes, eligió esta escuela por la presencia de Germaine Tillion, que acababa de ser reemplazada por Camille Lacoste-Dujardin. En 1979 se licenció en antropología. Al mismo tiempo y divorciada de su marido en 1978, realizó trabajos ocasionales y, en particular, cocinó y vendió platos preparados según recetas familiares para ganarse la vida. También luchó por la causa de la mujer, trabajó para la Agencia para el Desarrollo de las Relaciones Interculturales como intérprete árabe-francés en hospitales y centros de protección materno infantil, realizó actividades culturales, imparte charlas y clases de árabe en los suburbios. Detectada por el equipo de Yvette Roudy en 1983 se convirtió en asesora del Ministerio de Derechos de la Mujer durante unos meses con un contrato de duración determinada.
En 1984, decidió abrir un restaurante en el XI Distrito de París, que llamó como su madre, el Mansouria, lo financió mediante a un sistema de tontina, vendiendo comidas por adelantado. Hace una cocina marroquí refinada y tradicional. Se dice que el presidente François Mitterrand apreciaba sobre todo la pastela con paloma. El lugar también es la sede de la asociación que fundó, que forma a jóvenes mujeres desfavorecidas en la cocina. Este restaurante ha hecho de ella una «embajadora de la cocina marroquí».
Escribe igualmente libros, una veintena de ellos, entre los que se encuentran no solo libros de recetas. Da conferencias e interviene en emisiones de la televisión marroquí.
En la década de 2010, dirigió también las cocinas del restaurante gastronómico marroquí del Le Cour des Lions, Patio de los Leones, ubicado en el último piso del Palacio Es Saadi de Marrakech

## Principales publicaciones
- 1995 : Los Saveurs y los gestos, Stock.[3]
- 2000 : El Libro del couscous, Hachette práctico.[3]
- 2005 : El gran Libro de la cocina marroquí, Hachette.[3]
- 2007 : Ramadan, la cocina del reparto, fotografías de Erick Bonnier, ediciones Agnès Viénot.[3]
- 2011 : Hija de las fronteras, Ediciones Philippe Rey [Memorias].[12][13]
- 2018 : El discurso enamorado de los épices, Zellige ediciones.[14]